# Mauna
Mauna là một chi bướm đêm thuộc họ Geometridae.